# Galactic Civilizations
Galactic Civilizations (с англ. — «Галактические цивилизации», сокр. GalCiv) — космическая пошаговая стратегия, разработанная компанией Stardock и выпущенная компанией Strategy First в марте 2003 года. Является ремейком одноимённой игры, вышедшей в 1993 году для OS/2. В июле 2004 года было выпущено дополнение под названием Galactic Civilizations: Altarian Prophecy (с англ. — «Алтарианское пророчество»). Продолжение игры, Galactic Civilizations 2: Dread Lords (с англ. — «Повелители страха»), было выпущено 21 февраля 2006 года.

## Сюжетная основа и основные игровые условности
Действие игры разворачивается в 2178 году. Человечество установило контакты с пятью основными звёздными державами. Космические путешествия рискованны и дороги, и для них требуются огромные Звездные Врата, позволяющие путешествовать лишь между двумя заданными точками пространства, вследствие чего галактика остаётся почти незаселённой.
Изучая технологию Звездных Врат люди создают гипердвигатель, который делает возможным быстрое перемещение между любыми звездными системами пространства. Идеалисты среди людей делятся технологией с другими расами. Почти мгновенно прекращается вся связь с ними. Все основные расы покидают свои родные миры и становятся на путь галактической экспансии — начинается эпоха покорения галактики и борьбы за власть над галактикой.
Главная цель игры — взять контроль галактики. Победу можно получить за счёт войны, культурного доминирования, дипломатии либо разработки запредельной технологии.
Кроме основных пяти цивилизаций также существует множество «малых», которые, в конечном итоге, имеют мало значения. Они также могут колонизировать другие планеты, изучать технологии, вести войны с другими, но рост их цивилизации искусственно ограничен игрой дабы оставить в «главных ролях» пяти основных рас.
Кроме кораблей, все расы могут строить космические станции открытом пространстве или на каком-то ресурсе. Станции строятся из кораблей-конструкторами, — оснащенными инженерными модулем, — из последующих корабли-конструкторов строятся модули дооснащения станции. (В частности модули, добавляющие станции оборонительный и иной функционал.) Особо  воинственные цивилизации могут даже превратить свою станцию в мобильную Звезду Ужаса, подобно Базе Старкиллер из «Звёздных войн» уничтожающей целую солнечную систему, но во отличие от Базы Старкиллер не способную стрелять через гиперпространство — т. е. через всю игровую карту-галактику.

## Цивилизации
- Земной альянс (англ. Terran Alliance). Цивилизация под управлением игрока, которую можно полностью модифицировать (можно даже изменить название), но компьютерные игроки всегда называют игрока человеком.
- Дренджинская империя (англ. Drengin Empire). Агрессивная раса, практикующая рабовладение. Дренджины очень агрессивны, что делает их опасными в коротких играх.
- Алтарианская республика (англ. Altarian Republic): Короткое описание расы — «святые крестоносцы». По странному обстоятельству, алтарианцы выглядят точь-в-точь как люди, но имеют развитые пси-способности. Алтарианцы всегда готовы уничтожить злую цивилизацию, разве что их экономика зависит от торговли с ней.
- Арсеанская империя (англ. Arcean Empire): цивилизация, придерживающаяся нейтралитета. Первая цивилизация, с которой Земляне установили контакт.
- Коллектив Йор (англ. Yor Collective): цивилизация разумных машин, чья цель — уничтожение всего живого в галактике.
- Торианская Конфедерация (англ. Torian Confederation): торианцы были свободным народом, но 100 тысяч лет их захватили дренджины. Ториане их изгнали и основали новую цивилизацию. Ториане часто вступают в союз с алтарианцами.

Новые расы в дополнении Altarian Prophecy:
- Доминион Корксов (англ. Dominion of the Korx): злая торговая раса. Мало что известно о Корксах, но они являются главным противником в кампании дополнения.
- Легион Драт (англ. Drath Legion): загадочная рептилоидная раса, которая, почему-то, недолюбливают алтарианцев.

## Модификации
GalCiv имеет большое количество модификаций, большинство из которых качественно сделаны. Они изменяют корабли, планетарные улучшения, партии, случайности, и другие части игры. Stardock даже устанавливает свой сертификат поддержки на особо хорошо сделанных модификациях.

## Оценки
| Сводный рейтинг | Сводный рейтинг |
| Агрегатор       | Оценка          |
| --------------- | --------------- |
| GameRankings    | 83,28 %         |

| Сводный рейтинг | Сводный рейтинг |
| Агрегатор       | Оценка          |
| --------------- | --------------- |
| GameRankings    | 80,00 %         |